# Babyshambles
Babyshambles est un groupe de rock britannique, originaire de Londres, en Angleterre. Il est formé en 2003 par Peter Doherty, ancien membre des Libertines. En 2013, le groupe comprend Mick Whitnall (guitare solo), Drew McConnell (basse, chœurs) et Adam Ficek (batterie, percussions). Babyshambles compte trois albums : Down in Albion (2005), Shotter's Nation (2007) et Sequel to the Prequel (2013), trois EP et un nombre de singles.

## Biographie

### Débuts (2003–2005)
Au mois de juin 2003, Pete Doherty est renvoyé de son groupe The Libertines à cause de ses problèmes de drogues. Il vit ce renvoi comme une trahison de la part de Carl Barât, co-leader des Libertines. Il décide alors de monter un nouveau groupe, Babyshambles. Un peu plus tard, il cambriole l'appartement de Carl Barât. En septembre 2003 il est condamné à six mois de prison (réduits à deux mois après appel). Durant sa peine, il se réconcilie avec Carl Barât, et réintègre les Libertines. Ceux-ci enregistrent un nouvel album ; et parallèlement, Babyshambles sort son premier single. Les Libertines se séparent définitivement en décembre 2004, Pete Doherty se consacre exclusivement à Babyshambles.
La formation du groupe est assez instable à ses débuts, et la composition change plusieurs fois, avant de se stabiliser à l'été 2004. Le mannequin Irina Lazareanu tient le rôle de batteuse pendant une courte période. Le groupe est alors composé de Pete Doherty (guitare et chant), Patrick Walden (guitare), Gemma Clarke (batterie) et Drew McConell (basse). En janvier 2005, Gemma Clarke quitte le groupe, remplacée par Adam Ficek. En novembre 2007, Patrick Walden quitte à son tour Babyshambles ; il est remplacé par Mick Whitnall à la guitare. Le groupe est alors sous sa formation actuelle.

### Down in Albion(2005–2007)
Produit par Mick Jones, le premier album du groupe, Down in Albion sort en 2005. Il contient notamment les simples Fuck Forever et Killamangiro.  En raison des mauvaises ventes de Down in Albion et des « frasques » de Pete Doherty, le label Rough Trade décide de rompre son contrat avec les Babyshambles en mai 2006.
En février 2006, Babyshambles remporte un Naomi Award dans la catégorie de « pire groupe scénique », et est nommé pour plusieurs NME Awards. Le groupe joue Albion  à la remise des pris aux NME Awards, et Doherty remporte le prix de l'« homme le plus sexy ». En août 2006, Babyshambles signe au label Parlophone pour la sortie d'un EP et joue en tête d'affiche du festival Get Loaded in the Park. Le groupe sort le single en édition limitée Beg, Steal or Borrow, qui sera disponible qu'à deux concerts lors du festival. À la fin de l'année 2006, le groupe sort un EP de cinq titres, intitulé The Blinding, sous ce nouveau label.
Le 18 janvier 2007, le groupe est annoncé chez Parlophone, finalement pour un contrat à long terme pour trois albums. En été 2007, Babyshambles joue aux Oxegen, Glastonbury Festival, V Festival, T in the Park et au Paredes de Coura Festival.

### Shotter's Nation(2007–2010)
Le 1er octobre 2007, le groupe sort un nouvel album intitulé Shotter's Nation, qui contient des titres comme Delivery, You Talk, et French Dog Blues. La liste des morceaux de l'album est révélée le 23 juillet 2007 sur le blog du magazine Uncut. Produit par Stephen Street, il comprend 12 morceaux et fait participer Bert Jansch à l'acoustique.
Le premier single issu de l'album, Delivery, est publié le 17 septembre 2007, atteint la sixième de l'UK Singles Chart une semaine après sa sortie. Une semaine avant la sortie, un vinyle d'une démo de la chanson, et une interview avec le groupe, est publié au magazine NME. En novembre 2007, Babyshambles joue sa première tournée locale, incluant des dates au Metro Radio Arena de Newcastle, à la MEN Arena de Manchester, à la Nottingham Arena, Bournemouth International Centre, à la Wembley Arena, au Brighton Centre, et à la National Indoor Arena de Birmingham.
Le second single issu de Shotter's Nation, You Talk, est publié le 3 décembre 2007. En janvier et février 2008, Babyshambles jouent leur plus grosse tournée européenne en date. Babyshambles est aussi annoncé en été dans des pays comme la France. En juin, ils jouent au Hove Festival en Norvège. En août, ils jouent sur le RadioOne/NME Stage des Reading and Leeds Festivals. Le 12 janvier 2009, aux côtés de Roger Daltrey, Babyshambles joue à l'O2 Academy Bristol pour le concert de charité Teenage Cancer Trust.

### Sequel to the Prequel(2010-2014)

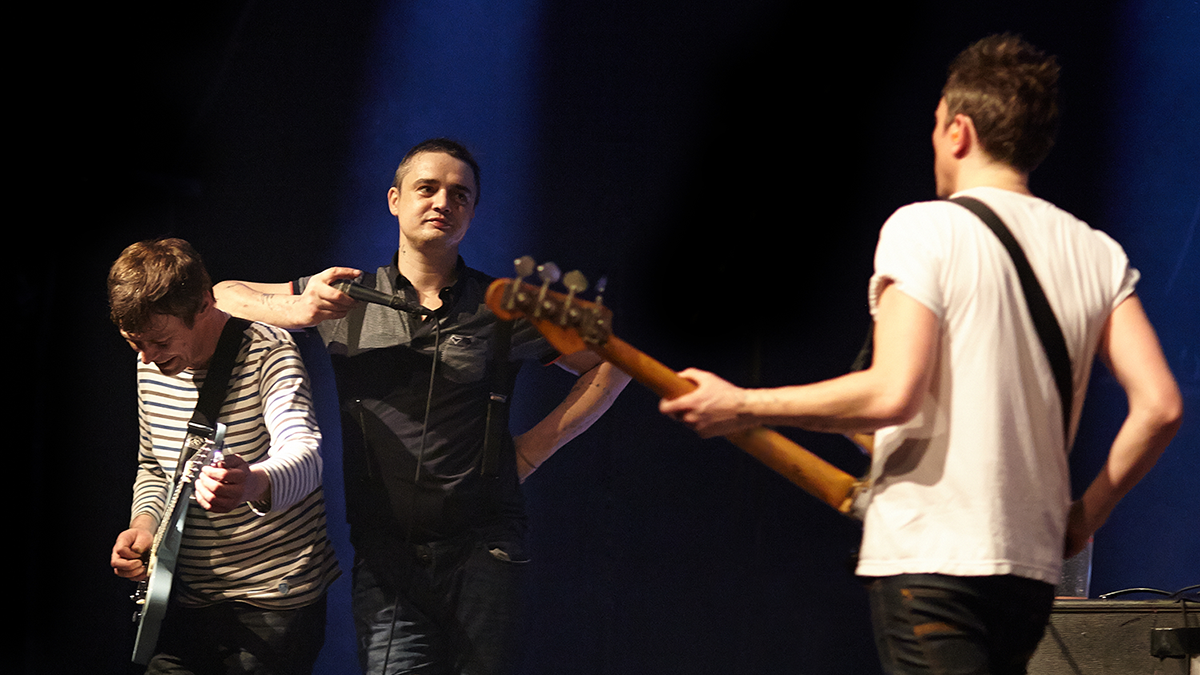
Babyshambles en 2014.

En février 2010, les Squiers sont vus sur scène avec le groupe, la question d'une tournée commune est alors évoquée. En juin 2010, le batteur Adam Ficek décide de quitter le groupe pour se consacrer à son album solo. Le batteur du groupe Supergrass, Danny Goffey est engagé pour le remplacer lors de leurs dates durant l'été 2010.
Le 29 avril 2013, le groupe annonce, sur son site web, une tournée pour les mois de septembre et octobre, intitulée Sequel To the Prequel, qui est d'abord annoncée comme étant réservée au Royaume-Uni, avant d'annoncer quelques jours plus tard un concert au Zénith de Paris pour le 3 octobre 2013. À la fin juin 2013, les Babyshambles annoncent que leur nouvel album intitulé Sequel to the Prequel sortira le 2 septembre 2013 et annoncent sa liste des titres. Le 8 juillet 2013 la BBC diffuse Nothing Comes to Nothing, le nouveau simple qui est prévu pour le 26 août 2013.
Largement inactif depuis 2014 de par le retour de son leader Pete Doherty à son premier groupe The Libertines, celui-ci annonce en décembre 2024 sa volonté de relancer The Babyshambles dans le projet d'une nouvelle tournée pour l'année 2025 .

## Membres

### Membres actuels
- Pete Doherty - chant, guitare
- Mick Whitnall - guitare
- Drew McConnell - basse
- Adam Falkner - batterie

### Anciens membres
- Scarborough Steve
- Jamie Perrett
- Peter Perrett Jr.
- Seb Rochford
- Patrick Walden - guitare
- Gemma Clarke - batterie
- Adam Ficek - batterie

## Discographie

### Album live
- 2008 : Oh! What a Lovely Tour